# بهولا-۴
بهولا-۴ (به لاتین: Bhola-4) یک منطقهٔ مسکونی در بنگلادش است که در ناحیه بهولا واقع شده‌است.